# Isale (Tanzania)
Isale è una circoscrizione rurale (rural ward) della Tanzania situata nel distretto di Nkasi, regione di Rukwa. Conta una popolazione di 14 502 abitanti (censimento 2012).